# Théologie de Princeton

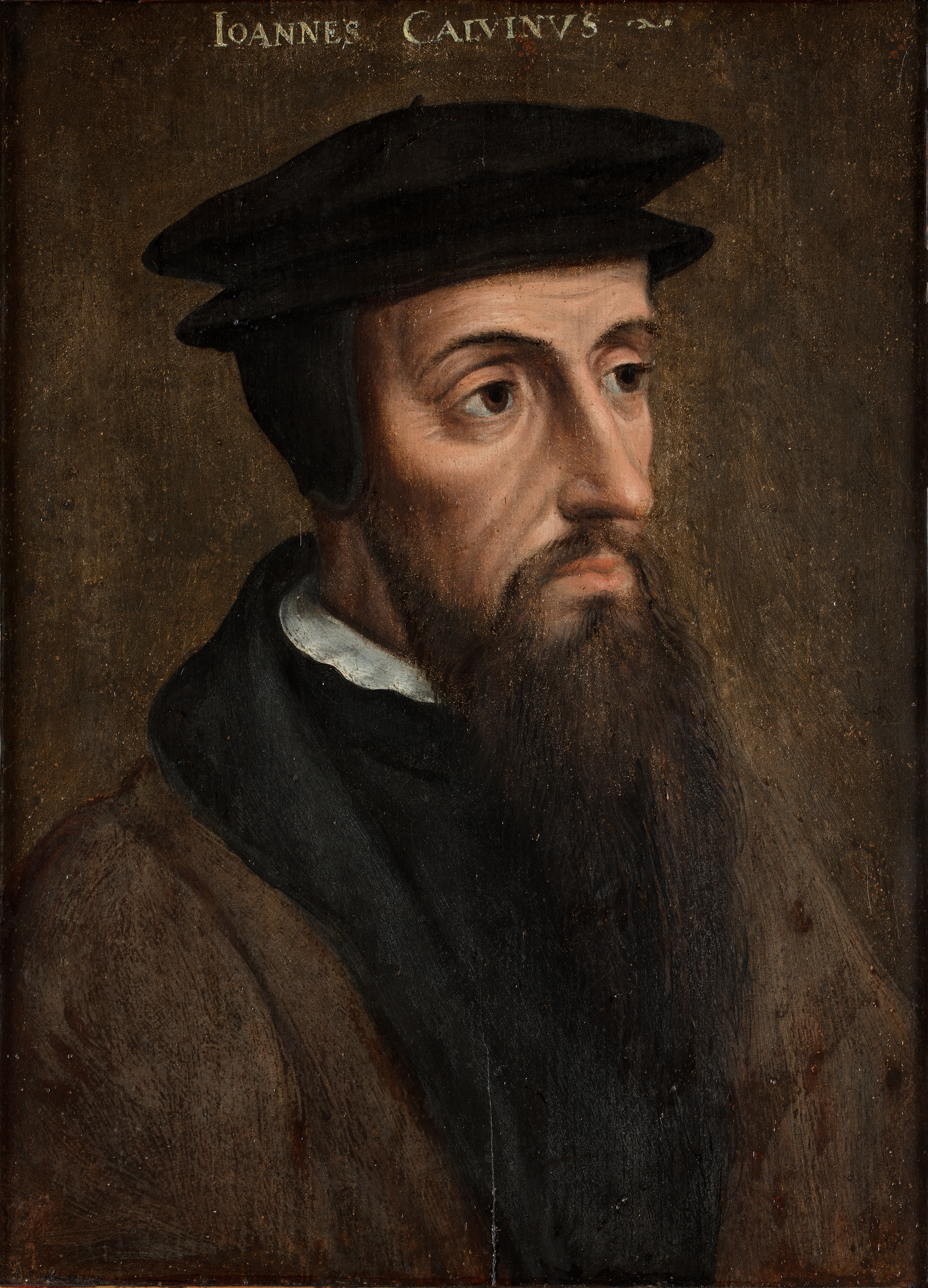
Portrait de Jean Calvin (1509-1564).

La théologie de Princeton est une école de pensée théologique chrétienne, dans la mouvance traditionnelle et conservatrice au sein de la théologie calviniste. Elle s'est surtout développée au Séminaire théologique de Princeton, à Princeton, dans le New Jersey, aux États-Unis. L'appellation fait tout particulièrement référence à un groupe de théologiens, de Archibald Alexander à Benjamin B. Warfield, dont l'enseignement cherchait à concilier la théologie calviniste orthodoxe de la "vieille école" presbytérienne, un évangélisme chaleureux et un haut niveau d'érudition. Le professeur d'histoire religieuse W. Andrew Hoffecker estime qu'ils s'efforcèrent à « maintenir un équilibre entre les éléments intellectuels et affectifs dans la foi chrétienne ».
Par extension, les « théologiens de Princeton » incluent aussi leurs prédécesseurs au Séminaire théologique de Princeton qui préparèrent l'émergence de cette tradition théologique, et leurs successeurs qui essayèrent, et échouèrent, à préserver le séminaire face aux attaques de l'« évangélisme large » (libéralisme théologique), imposé par l'Église presbytérienne aux États-Unis d'Amérique (PCUSA).

## Prédécesseurs
- William Tennent, Sr. (Log College)
- Gilbert Tennent (College du New Jersey)
- William Tennent, Jr. (College du New Jersey)
- Jonathan Edwards (université de Princeton)

## La théologie de Princeton
- Archibald Alexander
- Charles Hodge
- Archibald Alexander Hodge
- Benjamin B. Warfield

Mark Noll considéra que les grandes lignes de la théologie de Princeton furent :

« Dévotion envers la Bible, préoccupation en ce qui concerne l'expérience religieuse, sensibilité à l'expérience américaine et leur plein emploi de la Confession de foi de Westminster, systématiciens réformés du XVIIe siècle, et l'école écossaise du sens commun. »

Les théologiens de Princeton se sont inscrits dans la ligne du protestantisme réformé qui remonte à Jean Calvin. La dogmatique de François Turretin, théologien réformé orthodoxe du XVIIe siècle, constituait le principal manuel de théologie de Princeton. Dans un monde qui valorisait de plus en plus le nouveau sur l'ancien, ces théologiens préféraient les systèmes théologiques des XVIe et XVIIe siècles. Ils considéraient les diverses confessions de foi réformées comme des voix harmonieuses d'une tradition théologique commune qui condensait l'enseignement de la Bible.

## Successeurs
- Geerhardus Vos (Princeton)
- John Gresham Machen (Princeton/Westminster)
- Cornelius Van Til (Princeton/Westminster)
- Oswald Thompson Allis (Princeton/Westminster)
- Robert Dick Wilson (Princeton/Westminster)
- John Murray (Westminster)

Parmi eux, seuls Machen et Wilson représentent la tradition américaine presbytérienne qui fut influencé directement par la théologie de Princeton. Vos et Van Til étaient des réformés hollandais. Murray était un écossais, mais un étudiant ayant comme professeur Machen à Princeton qu'il suivit plus tard au Séminaire théologique de Westminster. Murray et Van Til furent des ministres du culte dans l'Église presbytérienne orthodoxe.